# حلزون المياه العذبة

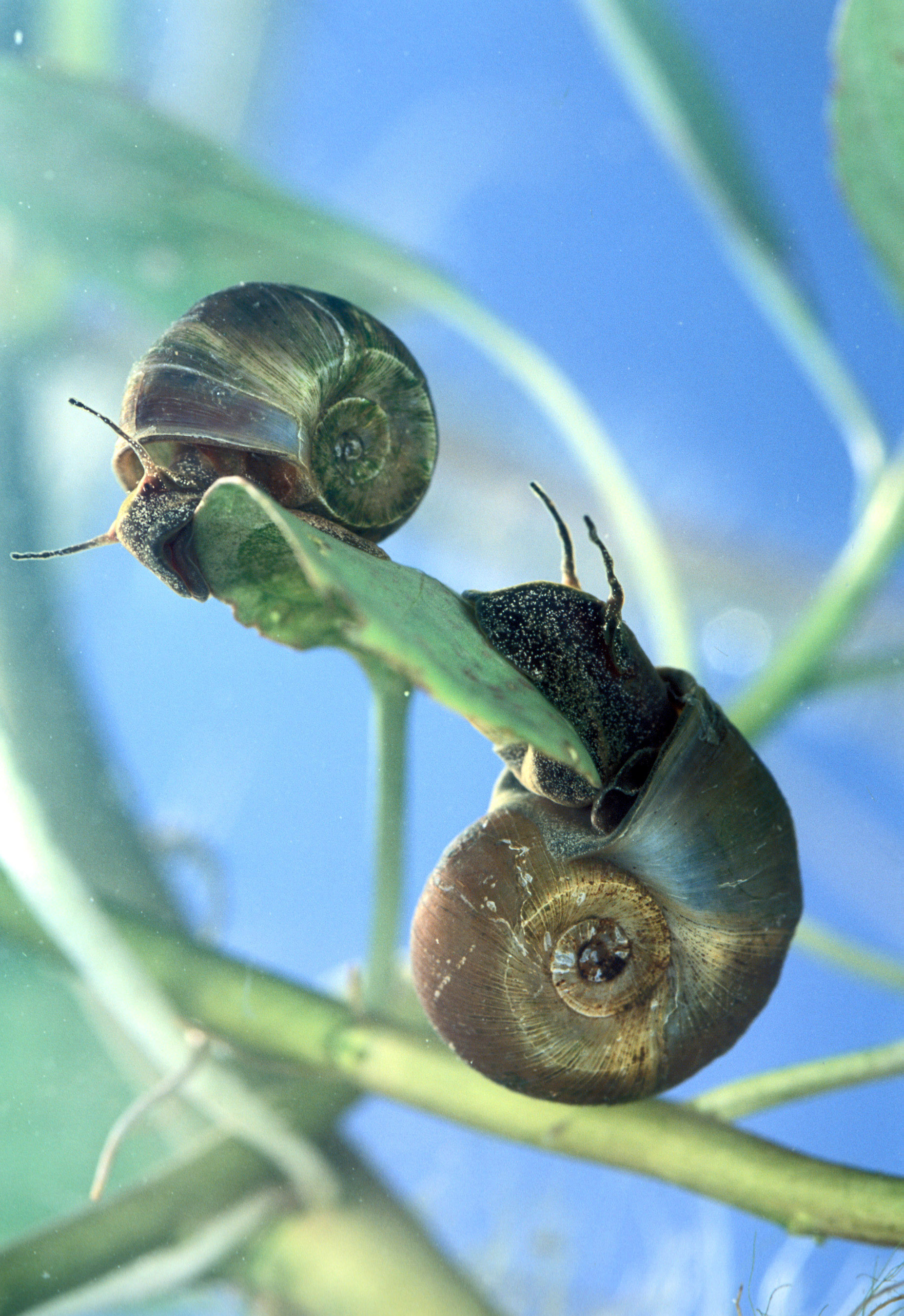

حلزون المياه العذبة حجمها يتراوح ما بين 2.5-10 سم. تكون مسالمة جدا لكن لا يجب وضعها مع حيوانات أخرى قد تأكلهم أو تضايقهم. يكون الاهتمام بهم سهل، كما تحب الضوء الضعيف، ودرجة حرارة من 20-30 مئوية ودرجة حموضة من 6.5-8.0.